# Bâlteni, Gorj
Bâlteni este satul de reședință al comunei cu același nume din județul Gorj, Oltenia, România.

## Monografia Comunei Bâlteni[1]
Comuna Bâlteni este o veche vatră gorjeană. Dovezile arheologice și toponimia locală atestă existența omului în aceste locuri încă din comuna primitivă, prin obiecte confecționate din diferite materiale (ciocane și topoare de piatră în zona Cocoreni și Peșteana-Jiu ). Aceste meleaguri făceau parte din voievodatul lui Litovoi, iar pe aici treceau vechile drumuri comerciale ce legau ținuturile dunărene cu Țara Hațegului.
Poziționată în S-V țării, comuna Bâlteni se află în partea centrală a județului Gorj, fiind la 35 km Sud de municipiul Târgu-Jiu; are o suprafață de 9.160 ha și o populație de aproximativ 10.000 de locuitori. Vecinii comunei sunt: N-V  orașul Rovinari; N - comuna Draguțești; V - comuna Fărcășești și Urdari; S - comuna Plopșoru; E - orașul Țicleni.
Comuna Bâlteni s-a constituit la ultima împărțire administrativă din 1968 prin unirea fostelor comune Peșteana-Jiu cu Moii, fiind formată din 5 sate dispuse pe direcția N-V, astfel: Moi – Vlăduleni – Bâlteni - Peșteana-Jiu – Cocoreni, cu reședința la Bâlteni, toate de-a lungul drumului european E79, pe malul stâng al Jiului.
Satele componente sunt de tip răsfirat, alungit, de-a lungul șoselei (Moi – Vlăduleni – Cocoreni), iar ceva mai adunate Bâlteni și Peșteana-Jiu. Ca număr de locuitori sunt sate mijlocii, Moi, Vlăduleni și Cocoreni și mari, Bâlteni și Peșteana-Jiu.
De-a lungul timpului componentele comunei s-au schimbat adesea. Până în anul 1968 erau comunele Moi și Peșteana-Jiu care s-au unit și au format comuna Bâlteni. În documente apare până în 1956 și comuna Vlăduleni .

## Geografie și climat
Geologic, zona este alcătuită din formațiuni sedimentare, încrețițe la N de râul Cioiana și monoclinală la sud de același râu.
Din punct de vedere climatic, teritoriul se încadrează zonei dealurilor joase, adică temperat continental moderat, cu o temperatură medie anuală de 8-10 °C, și influențe sub-mediteraneene.
Biogeografic se încadrează etajului stejarului, la care se adaugă vegetația de luncă și faună caracteristică acestora.

## Istorie și demografie
Dovezile scrise privind existența oamenilor pe aceste locuri se raportează la secolul al XIV – XV–lea apărute în ‘’ Documentele slavo- romane,’’ relative la Gorj (1406-1655).
Numeric, populația a crescut continuu de la 3.642 în anul 1892 la circa 10.000 de locuitori în 2003. Majoritatea sunt români, dar alături de aceștia conviețuiesc și alte etnii, precum romii (țigani și rudari).
Ca religie, majoritatea sunt ortodocși la care se adaugă un număr mic de penticostali și baptiști.

## Activitatea economică
Ocupația de bază a locuitorilor a fost agricultura (reprezentată de culturi temporare-cereale, leguminoase și culturi permanente de vița-de-vie și pomi fructiferi), creșterea animalelor (bovine, ovine, porcine, caprine, păsări etc.) dar s-au adăugat extracția țițeiului, exploatarea cărbunelui, reparații auto (SMAUC S.A.) prelucrarea argilei (LUMCONS S.R.L.-Vladuleni).
După perioada postdecembristă, s-a dezvoltat industria de panificație (5 brutării în prezent).
Instituții importante: Primăria cu sediul în Bâlteni, instituții de învățământ pentru fiecare ciclu școlar, oficii postale (Bâlteni și Moi), Centrul pilot de recuperare, pregătire și integrare socio-profesională pentru minori cu handicap din Bâlteni, Ocolul Silvic Peșteana, Postul de poliție, Trustul pentru servicii cu utilaje diverse SA (T.P.S.U.D.) Bâlteni, Serviciul public de protecție a plantelor Peșteana. De asemenea, exista și ONG-uri, printre care EHN-ul și cea a rromilor.
Căile de comunicații sunt reprezentate prin calea ferată CFR Târgu-Jiu - Filiași - Craiova, șoseaua europeana E79, drumul județean Peșteana-Jiu - Țicleni - Târgu Cărbunești și ulițele satelor.
În prezent, în anii 2010, comuna Bâlteni, una dintre cele mai mari din Județul Gorj, are o viata economică în restructurare, iar dotările socio-culturale și economice, trebuie să continue a se moderniza pentru a deveni în viitor un oraș.

## Educație și cultură
Transformările socio-economice au fost influențate și de dezvoltarea învățământului. Primele taine ale cititului, scrisului și povestitului s-au desprins în tinda bisericilor.
Prima școală condusă de un dascăl este din anul 1859, primul învățător fiind Ioan Sandu.
După 1900, mai exact în 1910, Dincă Schileru, una dintre personalitățile importante ale comunei, dar și ale județului, construiește o școală cu două săli de clasă, cancelarie și dependințe, inaugurată la 21 mai 1911, pe care mai târziu o donează comunității.
În comuna Bâlteni, procesul instructiv-educativ se desfășoară în 12 unități școlare:
- Școala generală Nr. 1 Peșteana-Jiu (clasele I-VIII)
- Școala generală Bâlteni (clasele I-VIII)
- Școala generală Moi (clasele I-VIII)
- Școlile. primare : Nr. 2 Peșteana-Jiu, Vlăduleni, Cocoreni
- Gradinițe: Bâlteni, Moi, Peșteana-Jiu, Cocoreni, Vlăduleni
- Liceul industrial Bâlteni transformat în Grup școlar cu diverse profiluri

Activitățile cultural-artistice se desfășoară în unități precum:
- Căminul Cultural Bâlteni cu o capacitate de 320 de locuri, care pană în 1989 a funcționat și ca cinematograf
- Căminul Cultural Moi
- Stadionul de la Moi

## Relații externe
În anul 2005 comuna Bâlteni s-a înfrățit cu o localitate San Leonardo, Italia

## Monografia grupului școlar industrial minier (GȘIM) Bâlteni (extras din articolul[2])

### Misiunea școlii
Grupul Școlar Industrial Minier Bâlteni este situat în Comuna Bâlteni, Județul Gorj, are o vechime de peste 40 de ani și are o arie de influență de peste 200 km pătrați. 
Misiunea școlii este de a oferi oportunități de educație și instruire celor aproximativ 2.000 de tineri din comună, preșcolari, școlari, liceeni și de la Școala de Afaceri și Meserii (Ș.A.M.) și de circa 500 elevi din localitățile învecinate și de a contribui la dezvoltarea personalității, a carierei, sporirea calității vieții, iar azi, după anul 2007, pentru a-i pregăti să corespundă cerințelor Uniunii Europene.

### Profilul școlii
Școala GȘIM Bâlteni oferă educație și instruire tineretului având ca arie de influență comunele Bâlteni, Plopșoru, Fărcășești, Urdari și orașul Rovinari .
Profilele propuse sunt : 
- teoretic (matematică – informatică, științele naturii, filologie),
- tehnic (automatizări – liceu la zi și confecționer tâmplărie aluminiu și mase plastice, mecanic, electric și prelucrarea lemnului la Ș.A.M.) în care învață 875 elevi.

Este singura unitate școlară din județ care are meserii noi cum ar fi : prelucrarea aluminiului și maselor plastice și o linie modernă de mobilă al firmei NEOSET. S-a reprofilat din mers integrând o clasă de construcții și o clasă de prelucrare a lemnului. 
Unitatea școlară funcționează cu 30 săli de clasă, din care trei laboratoare de informatică, laborator de chimie, laborator de fizică, laborator de biologie, patru cabinete de cultură generală (limba și literatura română, matematică, geografie, istorie), un cabinet psihopedagogic, două cabinete de cultură tehnică, Centru de Documentare și Informare și biblioteca școlii. Școala este dotată cu aparatură birotică accesibilă cadrelor didactice și elevilor. Activitatea se desfășoară în două schimburi: unul de zi și unul seral.
Cadrele didactice sunt bine pregătite, au grade didactice I, II și definitivat, sunt disciplinate, iar activitatea lor este conform legii. Școala are ca obiectiv consolidarea poziției pe piața educației în contextul concurențial actual. În prezent, funcționează clase pentru învățământul primar, gimnazial, clase de liceu zi, clase de Ș.A.M. și clase de liceu seral. Numărul claselor grupului este următorul:
- Primar – 8 clase;
- Gimnaziu – 8 clase;
- Liceu – 10 clase;
- Ș.A.M. – 10 clase;
- Seral – 3 clase.

Unitatea este finanțată din resurse publice, dar are și venituri extrabugetare. Dispune de toate utilitățile necesare unei bune funcționări (apă, gaze, energie electrică, încălzire centrală, canalizare, telefon, fax, internet, grupuri sanitare cu apă curentă, spațiu amenajat pentru depozitarea gunoiului) și este așezată pe drumul european E79. Din punct de vedere geo-economic școala se află într-o zonă defavorizată, în care trăiesc peste 8.000 de locuitori, în satele componente ale comunei Bâlteni.

#### Alte caracteristici ale școlii
- Situată în zona centrală a comunei Bâlteni;
- Școlarizează elevii din satele componente ale comunei și elevii din comunele învecinate (Urdari, Plopșoru, Fărcășești) și din alte localități ale județului Gorj;
- Majoritatea fac naveta zilnic cu mijloace de transport pentru elevi (microbuze);
- Este organizată pe principiul nediscriminării (alături de români învață rromi și rudari, maghiari);
- Examenele de absolvire ale diferitelor forme de școlarizare se organizează conform reglementărilor elaborate de M.E.C.I. ;
- Posturile didactice au fost ocupate în condițiile prevăzute în statutul Personalului Didactic și ale reglementărilor M.E.C.I.;
- Grupul Școlar Industrial Minier Bâlteni este o unitate școlară pentru învățământul de masă, finanțat din resurse publice;
- Predarea se face în limba română;
- Limbile străine studiate sunt: engleza și franceza.

### Rezultatele elevilor la concursuri

#### Olimpiade în ultimii ani
- anul școlar 2006-2007 elevii școlii au obținut locul I, II și III la Concursul pe Meserii – faza județeană, an de completare în profilul Confecționer Tîmplărie Aluminiu și Mase Plastice.
- anul școlar 2006-2007 - locul III la Concursul pe Meserii –faza națională, an de completare în profilul Confecționer Tîmplărie Aluminiu și Mase Plastice
- anul școlar 2007-2008 - locul I, II și III la Concursul pe Meserii –faza județeană, an de completare în profilul Confecționer Tîmplărie Aluminiu și Mase Plastice .
- anul școlar 2008-2009 - locul I la Concursul pe Meserii –faza județeană, an de completare în profilul Prelucrarea lemnului.
- anul școlar 2008-2009 - 2 mențiuni la Olimpiada de biologie – faza județeană.
- perioada 2009-2014 echipa de fotbal a liceului a obținut de 3 ori locul III la Olimpiada națională a sporturilor școlare.

#### Participare la proiecte europene –Comenius
În perioada 2005- 2008 elevii și cadrele didactice din unitate au participat la proiecte multilaterale alături de elevi și cadre didactice din Polonia, Spania, Bulgaria și Turcia.

#### Planul de școlarizare pentru anul școlar 2009-2010
Clasa a IX-a , învățământ liceal de zi :
- 1 clasă / 28 elevi, teoretic/real, matematică informatică,  cod 105
- 1 clasă / 28 elevi, tehnic/ electric/ tehnician în instalații, cod 106
- 1 clasă/ 28 elevi, tehnic/ mecanic/ Tehnician mecanic pentru întreținere și reparații, cod 107

Clasa a XI-a, an de completare: 
- 2 clase / 56 elevi, mecanică / Confecționer tâmplărie din aluminiu și mase plastice

Clasa a XII-a, ruta progresivă: 
- 1 clasă / 28 elevi, tehnic/ mecanică/ tehnician mecanic pentru întreținere și reparații – învățământ de zi
- 2 clase / 56 elevi, tehnic / mecanică / Tehnician mecanic pentru întreținere și reparații – Seral

#### Interviu „Am încredere în mine și în colegi” cu directorul grupului școlar, Constantin Deaconescu[2]
G.S.I.M. Bâlteni este unul dintre cele mai mari grupuri școlare din mediul rural și ființează cu un număr de 36 de clase, de la clasa I la clasa a XIII-a seral. Acesta e condus de profesorul Constantin Deaconescu, omul care își respectă colegii, dar îi și pune la treabă, care cere tuturor „ordine, disciplină, competență și pasiune pentru menirea de dascăl”.
Reporter: Domnule Director, vă propun să purtam un dialog sincer, deschis, cu întrebări comode și incomode.
Constantin Deaconescu: De ce nu ? Dialogul – cunoscută metodă pedagogică – este un mod sincer de a comunica și de a lucra atât cu colegii, cât și elevii noștri.
R: Conduceți o unitate școlară mare, cu probleme complexe. Reușiți să faceți față tuturor solicitărilor și activităților în care sunteți permanent implicat?
C.D.: Într-adevăr este foarte dificil. În Școală învață peste 850 de elevii în două schimburi. În fiecare sector sunt probleme. Sunt în școală de dimineață, de la ora 8, până seara târziu, încercând să fac tot ceea ce este omenește posibili pentru bunul mers al instituției, pentru menținerea prestigiului de care se bucură în rândul școlilor din județ.
R.: Ce însușire considerați că vă definește ca om și ca director al unei școli cu o populație școlară atât de numeroasă?
C.D.: Cred că esențial este pentru mine faptul că am încredere în tot ceea ce fac eu și în colectivul didactic cu care lucrez. Totul se construiește prin efort și cu multă răbdare. Directorul este răspunzător de ceea ce se face într-o școală, dar, mai ales, de ceea ce nu se  face.
R.: Sunteți la al IV-lea mandat de director. Colaborați constructiv, sunteți ajutat în rezolvarea multiplelor probleme cu care vă confruntați?
C.D.: Noul mandat mă onorează, dar mă și obligă. Voi continua fără reticență lucrurile bune făcute în mandatul anterior.
R.: Cum vedeți destinul învățământului romanesc?
C.D.: Neliniștile sunt mai multe, dar una dintre ele nu-mi da pace. Tineretului școlar i se cere performanță, dar performanța în instabilitate nu se poate obține. Principalele reforme s-au modificat odată cu guvernele. În fiecare an se schimbă cate ceva, fapt ce derutează atât pe elevi cât și pe dascălii lor. Așteptăm limpezirea apelor și ne păstrăm speranța în mai bine. Sunt sigur ca noul ministru va limpezi lucrurile până la începerea noului an școlar.

## Dincă Schileru - o legendă vie a Gorjului[3]
Personalitate de anvergură  politică și de reală exponențialitate a spiritului pandur, Dincă Schileru (1846-1919) a constituit, de-a lungul vremii, un subiect mereu interesant, asupra căruia s-au aplecat mai mult cărturari, literați și gazetari, fiecare cu aportul său documentar și vizionar. Iată-l acum pe acesta în atenția încercaților istorici gorjeni Gheorghe și Dorina Nichifor, cărora li se adaugă mai tânărul doctorand Andrei Popete-Pătrașcu, poet de talent și documentarist de vocație.
Recenta lucrare, ”Dincă Schileru – o legendă vie a Gorjului”, este o primă monografie ce se dedică acestei personalități locale, deopotrivă întreprinzător de succes și om politic gorjean prezent în Parlamentul țării vreme de aproape trei decenii. Concertându-și eforturile, autorii au parcurs un material bibliografic impresionant existent în arhive, biblioteci, colecții particulare, muzee, nelipsind desigur cercetarea pe teren, unde izvoarele documentare și sursele orale sunt încă vii. Metoda de cercetare este una contextuală, plasându-l pe protagonist ”în sistemul de idei moderne, novatoare și europene, ce caracteriza societatea românească la cumpăna secolelor al XIX-lea și al XX-lea”, mai exact zis, în conjunctura fenomenului politic și cultural gorjean de la confluența celor două secole, când personalitatea lui Dincă Schileru capătă notorietate și strălucire. Nu e de mirare, așadar, de ce primul capitol, Mișcarea de înnoire a Gorjului în a doua jumătate a secolului al XIX-lea și începutul secolului al XX-lea,  ajunge la pagina 80, după care urmează capitolul privind ”Copilăria” și ”ascensiunea social-economică” (II) a protagonistului.
Provenind dintr-o veche familie de moșneni hărăboreni din plaiul Vâlcanului, ai cărei înaintași fuseseră plăieși destoinici și panduri în slujba Marelui Tudor, Dincă Schileru a devenit, în ciuda studiilor sale modeste, un prosper om de afaceri (în agricultură, viticultură, creșterea animalelor, instalații și exploatări forestiere, carbonifere, petrolifere etc.), temei social pe care, desigur, s-a consolidat și îndelungatul său prestigiu politic, ca exponent al clasei țărănești în parlamentul Regatului România, unde își purta cu mândrie, ca o pecete distinctă, costumul popular gorjenesc, căruia acest ”superb bărbat și splendid Oltean”, cum zice Arghezi, îi dăduse o anume specificitate și strălucire.
Deloc idilică, istoria imensei averi a lui Dincă Schileru nu este lipsită de conflicte cu obști sătești și nici de pragmatismul acelui capitalism rural, violentând cutuma și tradiția, pe care îl vedem și în scrierile lui Slavici, ba mai mult, copleșitoarea sa personalitate stârnește invidii și reacții încă de la început, printre consătenii de la Bâlteni, fiind victima atentatului de la Valea Vladului, în toamna lui 1880, în mandatul marii guvernări liberale (1876-1888).
Reprezentant al țărănimii gorjene în Consiliul Județean, de unde este propulsat în Parlament (1879) pentru câteva decenii, Dincă Schileru a reprezentat, în colegiul sătenilor, o voce distinctă, rosettistă, situată la stânga formațiunii liberale, fiind, alături de C. Dobrescu-Argeș, Mucenic Dinescu și alții, un inițiator al organizării politice a țărănimii române, susținând în Parlament legea învoielilor agricole, legea maximului, organizarea învățământului și legea minelor, proiecte de reformă electorală, proiecte de investiții în construcția de drumuri și căi ferate etc.
Venit din interiorul clasei țărănești, deci cunoscând foarte bine realitățile din lumea satului, Schileru va avea o atitudine moderată și lucidă, oarecum rezervată față de răsculații din 1907, știind din capul locului care este situația reală și ce se poate face pentru ameliorarea vieții țărănești. Este calitatea de bază a spiritului său calculat, raționalist, care îi va asigura o longevitate parlamentară, îngăduindu-și permanent o marjă de independență și acțiune, dincolo de o anume abilitate socială în relațiile sale cu lumea țărănească.
Spirit haretian prin excelență, Dincă Schileru va lăsa posterității școala de la Bâlteni ce-i poartă numele, alături de care pune și fundația noii biserici, organizând în județ conferințe și serbări școlare, făcând donații pecuniare substanțiale unor școli și publicații, unor biserici și așezăminte, ba chiar Muzeului Județean în constituirea fondului muzeistic.
Mai totdeauna într-o alergare continuă cu afaceri în țară și străinătate, Dincă Schileru își cheltuiește energia între Bâlteni, satul de adopție după căsătoria din 1868, și ținutul Schelei, între Târgu-Jiu, Craiova și București, cu deplasări în Argeș și dincolo de munți, în Transilvania, pe drumul ce urca plaiul natal al Vâlcanului, iar de aici până în Austria, Germania, Franța, ajungând cu bulgări de antracit, pentru convingerea investitorilor străini, chiar în Parlamentul Regatului Marii Britanii… O sănătate robustă și o voință imensă în care spiritul pragmatic-negustoresc se colora de egotismul specific capitalismului rural în deplină ascensiune…
Capitolul final, Dincă Schileru – o legendă nestinsă a Gorjului, evocă ultimii ani de viață ai omului politic și întreprinzătorului, care, încercat de boală în decembrie 1905, întocmește la 1 ianuarie 1906 un act de donație iubiților nepoți și strănepoți (tipărit și ca broșură) cu obiectele din colecțiile adunate de-a lungul timpului, în vederea constituirii unui bogat fond obiectual al unui muzeu personal la școala din Bâlteni, pentru o ”veșnică amintire” în conștiința publică. Sunt menționate aici nu mai puțin de 931 obiecte, cu dorința ca acestea să fie păstrate ”intacte” pentru o veșnică amintire și conservate ”în școala ce poartă numele meu din Bâlteni pentru totdeauna” (din toate acestea, câte se vor mai fi găsind azi!). Găsim menționate, printre altele, medaliile regale cu care a fost răsplătit,  dar și numeroase piese de tezaure monetare antice și medievale, monede de aramă, argint, bronz (unele existente în familia sa de demult, atestând stăpânirea romană în arealul Gorjului încă din sec. I e.n.), precum și vestigii preistorice de animale, roci minerifere, cochilii de melc, scoici decorative, giuvaericale, piese de mobilier și de vestimentație tradițională.
Atent cu sine până și la imaginea pe care o lasă posterității (va înceta din viață la 3 iunie 1919, la Bâlteni, în vârstă de 73 de ani), Dincă Schileru rămâne o figură exponențială, emblematică a ”spiritului pandur”, figură de țăran luminat, înzestrat cu darul cuvântului și cu duhul convingerii.
”Amintirea lui – scriam noi în serialul publicistic Personalități gorjene în tablete argheziene – se conturează într-o legendă vie și productivă în datele ei esențiale, capabilă să lumineze, dintr-un anumit unghi, complexitatea spiritului pandur și mentalitatea gorjenească, într-un cuvânt pecetea diferențierii regionale”…(Gorjeanul, XIX, nr. 5429/4 martie 2010).
Sprijinită pe o bibliografie aproape exhaustivă, de sute de titluri de lucrări, studii și articole, dar și pe investigarea unui imens fond documentar (arhive, manuscrise, documente, albume, almanahuri, anale, anuare, bibliografii, calendare, dicționare, discursuri, enciclopedii, monografii, periodice, site-uri), monografia se completează cu o iconografie în parte inedită și, lucru foarte interesant, cu o anexă în care sunt reproduse, din ”Monitorul oficial” al vremii (1882-1905), unele intervenții din Parlament ale politicianului, expuneri, cuvântări sau schimburi pitorești de replici, din care rezultă o imagine directă a acestui fervent apărător al țărănimii, mândru de neamul ce-l reprezintă și neiertător cu cei de rea credință sau incapabili să înțeleagă adevăratele realități ale satului românesc, riscând de multe ori a fi luat în derâdere și numit «Nădrăgilă» de cei ce vedeau în el un carierist politic și un intrepid speculând ignoranța țărănească și credulitatea comilitonilor…
Monografia are meritul de a nu idiliza, de a nu face portretistică encomiastică, ci de a se menține în cadrele unei documentaristici obiective și de nuanță, înaintând de la faptul și aspectul istoriografic particular, local, regional, la imaginea mai generală a societății românești. Este o lucrare antrenantă, de o cursivitate netăgăduită, adăugând la cele 400 de pagini efective alte două sute alcătuite din bibliografie și anexe. Dată fiind importanța acestei cărți în istoriografia românească, am fi dorit pe lângă rezumatul în engleză și altele în franceză și germană, precum și unele propuneri privind o mai dreaptă cinstire a lui Dincă Schileru în contemporaneitate (deși unele observații critice sunt menționate în legătură cu starea casei din Bâlteni!).
Lipsește o statuie închinată acestui mare gorjean, un Centru Cultural ”Dincă Schileru” cu funcționalități multiple și calendar cultural care să depășească localismul, în general, o mai susținută imagine a acestui descălecător de idealuri populare. De ce nu o culegere periodică de articole și studii SKILERIA? Sau măcar o publicație locală de mai largă deschidere regională, așa cum au fost, în 1882, aspirațiile militanților țărăniști la banchetul de la Bâlteni sau la Adunarea de la Corbeni-Argeș….
Dincolo de toate acestea, prezenta monografie de pionierat dedicată lui Dincă Schileru se constituie într-o lucrare solidă, respirând aerul epocii și pe măsura Marelui Gorjean, care preia și transmite în noul veac XX valorile emergente și inconfundabile ale spiritului pandur, de care va fi mândru și un Tudor Arghezi, bunăoară…